# Élections cantonales de 2004 dans l'Oise
Les élections cantonales ont eu lieu les 21 et 28 mars 2004.
Lors de ces élections, 20 des 41 cantons de l'Oise ont été renouvelés. Elles ont vu l'élection de la majorité socialiste dirigée par Yves Rome, succédant à Jean-François Mancel, président UMP du conseil général depuis 1985.

## Résultats à l’échelle du département
Répartition départementale des résultats (2e tour).
- PCF (4,89 %)
- PS (26,54 %)
- PRG (2,7 %)
- DVG (8,71 %)
- UMP (36,05 %)
- UDF (2,36 %)
- DVD (3,45 %)
- FN (15,3 %)

| Étiquette      | Étiquette                          | Premier tour | Premier tour | Second tour | Second tour | Sièges |
| Étiquette      | Étiquette                          | Voix         | %            | Voix        | %           | Sièges |
| -------------- | ---------------------------------- | ------------ | ------------ | ----------- | ----------- | ------ |
|                | Parti socialiste                   | 24 843       | 16,76        | 32 555      | 26,54       | 5      |
|                | Parti communiste français          | 17 243       | 11,63        | 6 003       | 4,89        | 2      |
|                | Divers gauche                      | 9 968        | 6,72         | 10 680      | 8,71        | 2      |
|                | Extrême gauche                     | 7 748        | 5,23         |             |             |        |
|                | Parti radical de gauche            | 1 828        | 1,23         | 3 311       | 2,70        | 1      |
| Gauche         | Gauche                             | 61 630       | 41,57        | 52 549      | 42,84       | 10     |
|                |                                    |              |              |             |             |        |
|                | Union pour un mouvement populaire  | 44 870       | 30,26        | 44 226      | 36,05       | 10     |
|                | Front national                     | 29 058       | 19,60        | 18 774      | 15,30       | 0      |
|                | Divers droite                      | 8 612        | 5,81         | 4 237       | 3,45        | 0      |
|                | Union pour la démocratie française | 2 460        | 1,66         | 2 891       | 2,36        | 0      |
|                | Extrême droite                     | 241          | 0,16         |             |             |        |
| Droite         | Droite                             | 85 241       | 57,49        | 70 128      | 57,16       | 10     |
|                |                                    |              |              |             |             |        |
|                | Divers                             | 1 388        | 0,94         |             |             |        |
|                |                                    |              |              |             |             |        |
| Inscrits       | Inscrits                           | 245 953      | 100,00       | 191 275     | 100,00      |        |
| Abstention     | Abstention                         | 91 343       | 37,14        | 64 046      | 33,48       |        |
| Votants        | Votants                            | 154 610      | 62,86        | 127 229     | 66,52       |        |
| Blancs et nuls | Blancs et nuls                     | 6 351        | 4,11         | 4 552       | 3,58        |        |
| Exprimés       | Exprimés                           | 148 259      | 95,89        | 122 677     | 96,42       |        |

## Résultats par canton

### Canton de Beauvais-Nord-Est
| Candidats      | Candidats          | Étiquette      | Premier tour | Premier tour | Second tour | Second tour |
| Candidats      | Candidats          | Étiquette      | Voix         | %            | Voix        | %           |
| -------------- | ------------------ | -------------- | ------------ | ------------ | ----------- | ----------- |
|                | Olivier Dassault   | UMP            | 1 552        | 26,73        | 2 290       | 36,39       |
|                | Henri Bonan*       | PS             | 1 339        | 23,06        | 3 022       | 48,02       |
|                | Thomas Joly        | FN             | 1 039        | 17,90        | 981         | 15,59       |
|                | Thierry Aury       | PCF            | 947          | 16,31        |             |             |
|                | Éric Mardyla       | DVD            | 491          | 8,46         |             |             |
|                | François Laporte   | EXG            | 240          | 4,13         |             |             |
|                | Dominique Delplace | EXG            | 107          | 1,84         |             |             |
|                | Alain Pastre       | DVG            | 91           | 1,57         |             |             |
|                |                    |                |              |              |             |             |
| Inscrits       | Inscrits           | Inscrits       | 10 271       | 100,00       | 10 271      | 100,00      |
| Abstention     | Abstention         | Abstention     | 4 210        | 40,99        | 3 787       | 36,87       |
| Votants        | Votants            | Votants        | 6 061        | 59,01        | 6 484       | 63,13       |
| Blancs et nuls | Blancs et nuls     | Blancs et nuls | 255          | 4,21         | 191         | 2,95        |
| Exprimés       | Exprimés           | Exprimés       | 5 806        | 95,79        | 6 293       | 97,05       |

*sortant

### Canton de Beauvais-Sud-Ouest
| Candidats      | Candidats          | Étiquette      | Premier tour | Premier tour | Second tour | Second tour |
| Candidats      | Candidats          | Étiquette      | Voix         | %            | Voix        | %           |
| -------------- | ------------------ | -------------- | ------------ | ------------ | ----------- | ----------- |
|                | Sylvie Houssin*    | PS             | 2 772        | 33,49        | 4 696       | 54,62       |
|                | Sébastien Chenu    | UMP            | 1 997        | 24,12        | 3 902       | 45,38       |
|                | Joaquim Pereira    | FN             | 1 328        | 16,04        |             |             |
|                | Jean-Claude Giret  | DVD            | 687          | 8,30         |             |             |
|                | Christian Sadowski | DVD            | 600          | 7,25         |             |             |
|                | Sonia Guillemant   | EXG            | 436          | 5,27         |             |             |
|                | Najia Bensalah     | PCF            | 315          | 3,81         |             |             |
|                | Patrick Boyaval    | EXD            | 102          | 1,23         |             |             |
|                | Philippe Coquelin  | EXD            | 41           | 0,50         |             |             |
|                |                    |                |              |              |             |             |
| Inscrits       | Inscrits           | Inscrits       | 14 351       | 100,00       | 14 352      | 100,00      |
| Abstention     | Abstention         | Abstention     | 5 701        | 39,73        | 5 234       | 36,47       |
| Votants        | Votants            | Votants        | 8 650        | 60,27        | 9 118       | 63,53       |
| Blancs et nuls | Blancs et nuls     | Blancs et nuls | 372          | 4,30         | 520         | 5,70        |
| Exprimés       | Exprimés           | Exprimés       | 8 278        | 95,70        | 8 598       | 94,30       |

*sortant

### Canton de Chantilly
| Candidats      | Candidats                  | Étiquette      | Premier tour | Premier tour |
| Candidats      | Candidats                  | Étiquette      | Voix         | %            |
| -------------- | -------------------------- | -------------- | ------------ | ------------ |
|                | Patrice Marchand*          | UMP            | 6 947        | 50,43        |
|                | Dominique Louis-Dit-Trieau | PS             | 3 371        | 24,47        |
|                | Élisabeth Boussard         | FN             | 2 285        | 16,59        |
|                | Laurent Parent             | PCF            | 707          | 5,13         |
|                | Marie-Therese Kubera       | EXG            | 466          | 3,38         |
|                |                            |                |              |              |
| Inscrits       | Inscrits                   | Inscrits       | 25 209       | 100,00       |
| Abstention     | Abstention                 | Abstention     | 10 940       | 43,40        |
| Votants        | Votants                    | Votants        | 14 269       | 56,60        |
| Blancs et nuls | Blancs et nuls             | Blancs et nuls | 493          | 3,46         |
| Exprimés       | Exprimés                   | Exprimés       | 13 776       | 96,54        |

*sortant

### Canton de Chaumont-en-Vexin
| Candidats      | Candidats          | Étiquette      | Premier tour | Premier tour | Second tour | Second tour |
| Candidats      | Candidats          | Étiquette      | Voix         | %            | Voix        | %           |
| -------------- | ------------------ | -------------- | ------------ | ------------ | ----------- | ----------- |
|                | Gérard Lemaitre    | UMP            | 2 401        | 31,84        | 3 351       | 41,98       |
|                | Jacques Leraille   | DVG            | 1 582        | 20,98        | 3 145       | 39,40       |
|                | Monique Chobeau    | FN             | 1 388        | 18,41        | 1 487       | 18,63       |
|                | Philippe Pasquelin | DVD            | 973          | 12,90        |             |             |
|                | Marc Georges       | PCF            | 469          | 6,22         |             |             |
|                | Franck Vatinel     | EXG            | 401          | 5,32         |             |             |
|                | Rene Debueil       | SE             | 326          | 4,32         |             |             |
|                |                    |                |              |              |             |             |
| Inscrits       | Inscrits           | Inscrits       | 12 254       | 100,00       | 12 252      | 100,00      |
| Abstention     | Abstention         | Abstention     | 4 316        | 35,22        | 3 999       | 32,64       |
| Votants        | Votants            | Votants        | 7 938        | 64,78        | 8 253       | 67,36       |
| Blancs et nuls | Blancs et nuls     | Blancs et nuls | 398          | 5,01         | 270         | 3,27        |
| Exprimés       | Exprimés           | Exprimés       | 7 540        | 94,99        | 7 983       | 96,73       |

### Canton de Creil-Nogent-sur-Oise
| Candidats      | Candidats               | Étiquette      | Premier tour | Premier tour | Second tour | Second tour |
| Candidats      | Candidats               | Étiquette      | Voix         | %            | Voix        | %           |
| -------------- | ----------------------- | -------------- | ------------ | ------------ | ----------- | ----------- |
|                | Gérard Weyn*            | PS             | 3 395        | 37,22        | 5 222       | 53,58       |
|                | Laurent Guiniot         | FN             | 1 951        | 21,39        | 2 018       | 20,70       |
|                | Philippe Decourtray     | DVD            | 1 855        | 20,34        | 2 507       | 25,72       |
|                | Christine Carlin        | PCF            | 510          | 5,59         |             |             |
|                | Djamal Benkherouf       | DVG            | 467          | 5,12         |             |             |
|                | Roland Szpirko          | EXG            | 408          | 4,47         |             |             |
|                | Fabrice Ribere          | DVD            | 360          | 3,95         |             |             |
|                | Jean-Francis Bocquillet | EXD            | 98           | 1,07         |             |             |
|                | Richard Brice           | EXG            | 77           | 0,84         |             |             |
|                |                         |                |              |              |             |             |
| Inscrits       | Inscrits                | Inscrits       | 16 161       | 100,00       | 16 161      | 100,00      |
| Abstention     | Abstention              | Abstention     | 6 679        | 41,33        | 6 137       | 37,97       |
| Votants        | Votants                 | Votants        | 9 482        | 58,67        | 10 024      | 62,03       |
| Blancs et nuls | Blancs et nuls          | Blancs et nuls | 361          | 3,81         | 277         | 2,76        |
| Exprimés       | Exprimés                | Exprimés       | 9 121        | 96,19        | 9 747       | 97,24       |

*sortant

### Canton de Crépy-en-Valois
| Candidats      | Candidats            | Étiquette      | Premier tour | Premier tour | Second tour | Second tour |
| Candidats      | Candidats            | Étiquette      | Voix         | %            | Voix        | %           |
| -------------- | -------------------- | -------------- | ------------ | ------------ | ----------- | ----------- |
|                | Gilles Masure*       | PCF            | 3 850        | 31,83        | 6 003       | 46,22       |
|                | Hubert Briatte       | UMP            | 3 116        | 25,76        | 4 673       | 35,98       |
|                | Jean-Paul Letourneur | FN             | 2 354        | 19,46        | 2 312       | 17,80       |
|                | Jean-Michel Sinet    | DVD            | 1 773        | 14,66        |             |             |
|                | Sylvie Chorowicz     | EXG            | 513          | 4,24         |             |             |
|                | Jean-Marie Pierre    | EXG            | 490          | 4,05         |             |             |
|                |                      |                |              |              |             |             |
| Inscrits       | Inscrits             | Inscrits       | 20 688       | 100,00       | 20 676      | 100,00      |
| Abstention     | Abstention           | Abstention     | 8 001        | 38,67        | 7 282       | 35,22       |
| Votants        | Votants              | Votants        | 12 687       | 61,33        | 13 394      | 64,78       |
| Blancs et nuls | Blancs et nuls       | Blancs et nuls | 591          | 4,66         | 406         | 3,03        |
| Exprimés       | Exprimés             | Exprimés       | 12 096       | 95,34        | 12 988      | 96,97       |

*sortant

### Canton de Crèvecœur-le-Grand
| Candidats      | Candidats           | Étiquette      | Premier tour | Premier tour | Second tour | Second tour |
| Candidats      | Candidats           | Étiquette      | Voix         | %            | Voix        | %           |
| -------------- | ------------------- | -------------- | ------------ | ------------ | ----------- | ----------- |
|                | André Coet          | UMP            | 1 739        | 48,19        | 1 970       | 51,48       |
|                | Jean-Pierre Viguier | PS             | 982          | 27,21        | 1 208       | 31,57       |
|                | Jean-Jacques Adoux  | FN             | 709          | 19,65        | 649         | 16,96       |
|                | Paula Delannoy      | EXG            | 179          | 4,96         |             |             |
|                |                     |                |              |              |             |             |
| Inscrits       | Inscrits            | Inscrits       | 5 297        | 100,00       | 5 297       | 100,00      |
| Abstention     | Abstention          | Abstention     | 1 446        | 27,30        | 1 342       | 25,34       |
| Votants        | Votants             | Votants        | 3 851        | 72,70        | 3 955       | 74,66       |
| Blancs et nuls | Blancs et nuls      | Blancs et nuls | 242          | 6,28         | 128         | 3,24        |
| Exprimés       | Exprimés            | Exprimés       | 3 609        | 93,72        | 3 827       | 96,76       |

### Canton de Formerie
| Candidats      | Candidats        | Étiquette      | Premier tour | Premier tour |
| Candidats      | Candidats        | Étiquette      | Voix         | %            |
| -------------- | ---------------- | -------------- | ------------ | ------------ |
|                | Gérard Decorde*  | UMP            | 2 151        | 53,15        |
|                | Jacques Matthieu | PS             | 892          | 22,04        |
|                | Michel Quignon   | FN             | 703          | 17,37        |
|                | Michel Beauvais  | PCF            | 162          | 4,00         |
|                | Marc Hépiegne    | EXG            | 139          | 3,43         |
|                |                  |                |              |              |
| Inscrits       | Inscrits         | Inscrits       | 6 006        | 100,00       |
| Abstention     | Abstention       | Abstention     | 1 790        | 29,80        |
| Votants        | Votants          | Votants        | 4 216        | 70,20        |
| Blancs et nuls | Blancs et nuls   | Blancs et nuls | 169          | 4,01         |
| Exprimés       | Exprimés         | Exprimés       | 4 047        | 95,99        |

*sortant

### Canton de Froissy
| Candidats      | Candidats          | Étiquette      | Premier tour | Premier tour | Second tour | Second tour |
| Candidats      | Candidats          | Étiquette      | Voix         | %            | Voix        | %           |
| -------------- | ------------------ | -------------- | ------------ | ------------ | ----------- | ----------- |
|                | Alain Vasselle*    | UMP            | 1 286        | 39,65        | 1 529       | 45,05       |
|                | Christophe Isaac   | PRG            | 895          | 27,60        | 1 348       | 39,72       |
|                | André Debaisieux   | FN             | 605          | 18,66        | 517         | 15,23       |
|                | Bernard Boucher    | DVD            | 203          | 6,26         |             |             |
|                | Jacques Larsonnier | PCF            | 135          | 4,16         |             |             |
|                | Valerie Meublat    | EXG            | 119          | 3,67         |             |             |
|                |                    |                |              |              |             |             |
| Inscrits       | Inscrits           | Inscrits       | 4 587        | 100,00       | 4 587       | 100,00      |
| Abstention     | Abstention         | Abstention     | 1 184        | 25,81        | 1 073       | 23,39       |
| Votants        | Votants            | Votants        | 3 403        | 74,19        | 3 514       | 76,61       |
| Blancs et nuls | Blancs et nuls     | Blancs et nuls | 160          | 4,70         | 120         | 3,41        |
| Exprimés       | Exprimés           | Exprimés       | 3 243        | 95,30        | 3 394       | 96,59       |

*sortant

### Canton de Guiscard
| Candidats      | Candidats        | Étiquette      | Premier tour | Premier tour | Second tour | Second tour |
| Candidats      | Candidats        | Étiquette      | Voix         | %            | Voix        | %           |
| -------------- | ---------------- | -------------- | ------------ | ------------ | ----------- | ----------- |
|                | Gérard Lecomte   | PS             | 985          | 29,81        | 1 460       | 41,57       |
|                | Philippe Lemaire | UMP            | 964          | 29,18        | 1 368       | 38,95       |
|                | Gérard Debergue  | FN             | 715          | 21,64        | 684         | 19,48       |
|                | André Hardy      | PCF            | 386          | 11,68        |             |             |
|                | Joachim Gomes    | DVD            | 141          | 4,27         |             |             |
|                | Pascal Maurice   | EXG            | 113          | 3,42         |             |             |
|                |                  |                |              |              |             |             |
| Inscrits       | Inscrits         | Inscrits       | 5 169        | 100,00       | 5 170       | 100,00      |
| Abstention     | Abstention       | Abstention     | 1 722        | 33,31        | 1 564       | 30,25       |
| Votants        | Votants          | Votants        | 3 447        | 66,69        | 3 606       | 69,75       |
| Blancs et nuls | Blancs et nuls   | Blancs et nuls | 143          | 4,15         | 94          | 2,61        |
| Exprimés       | Exprimés         | Exprimés       | 3 304        | 95,85        | 3 512       | 97,39       |

### Canton de Lassigny
| Candidats      | Candidats       | Étiquette      | Premier tour | Premier tour |
| Candidats      | Candidats       | Étiquette      | Voix         | %            |
| -------------- | --------------- | -------------- | ------------ | ------------ |
|                | Thierry Frau*   | DVG            | 2 220        | 54,48        |
|                | Bernard Houyvet | UMP            | 975          | 23,93        |
|                | Cyril Portet    | FN             | 714          | 17,52        |
|                | Pascal Flament  | EXG            | 166          | 4,07         |
|                |                 |                |              |              |
| Inscrits       | Inscrits        | Inscrits       | 6 258        | 100,00       |
| Abstention     | Abstention      | Abstention     | 2 043        | 32,65        |
| Votants        | Votants         | Votants        | 4 215        | 67,35        |
| Blancs et nuls | Blancs et nuls  | Blancs et nuls | 140          | 3,32         |
| Exprimés       | Exprimés        | Exprimés       | 4 075        | 96,68        |

*sortant

### Canton de Marseille-en-Beauvaisis
| Candidats      | Candidats          | Étiquette      | Premier tour | Premier tour | Second tour | Second tour |
| Candidats      | Candidats          | Étiquette      | Voix         | %            | Voix        | %           |
| -------------- | ------------------ | -------------- | ------------ | ------------ | ----------- | ----------- |
|                | Jean-Paul Callens* | UMP            | 1 587        | 41,69        | 1 810       | 45,45       |
|                | Isabelle Dubut     | PS             | 1 260        | 33,10        | 1 503       | 37,74       |
|                | Nicole Duval       | FN             | 824          | 21,64        | 669         | 16,80       |
|                | Djamila Bouchaoui  | EXG            | 136          | 3,57         |             |             |
|                |                    |                |              |              |             |             |
| Inscrits       | Inscrits           | Inscrits       | 5 635        | 100,00       | 5 636       | 100,00      |
| Abstention     | Abstention         | Abstention     | 1 614        | 28,64        | 1 509       | 26,77       |
| Votants        | Votants            | Votants        | 4 021        | 71,36        | 4 127       | 73,23       |
| Blancs et nuls | Blancs et nuls     | Blancs et nuls | 214          | 5,32         | 145         | 3,51        |
| Exprimés       | Exprimés           | Exprimés       | 3 807        | 94,68        | 3 982       | 96,49       |

*sortant

### Canton de Mouy
| Candidats      | Candidats                | Étiquette      | Premier tour | Premier tour | Second tour | Second tour |
| Candidats      | Candidats                | Étiquette      | Voix         | %            | Voix        | %           |
| -------------- | ------------------------ | -------------- | ------------ | ------------ | ----------- | ----------- |
|                | Édouard Courtial         | UMP            | 1 651        | 26,07        | 2 391       | 36,19       |
|                | André Fouchard           | FN             | 1 644        | 25,96        | 1 573       | 23,81       |
|                | Anne-Claire Delafontaine | PS             | 1 227        | 19,38        | 2 642       | 39,99       |
|                | Philippe Mauger          | PCF            | 707          | 11,17        |             |             |
|                | François De Cadeville    | DVG            | 610          | 9,63         |             |             |
|                | Jean-Sébastien Bertin    | EXG            | 379          | 5,99         |             |             |
|                | Patrick Guillou          | EXG            | 114          | 1,80         |             |             |
|                |                          |                |              |              |             |             |
| Inscrits       | Inscrits                 | Inscrits       | 10 053       | 100,00       | 10 053      | 100,00      |
| Abstention     | Abstention               | Abstention     | 3 480        | 34,62        | 3 232       | 32,15       |
| Votants        | Votants                  | Votants        | 6 573        | 65,38        | 6 821       | 67,85       |
| Blancs et nuls | Blancs et nuls           | Blancs et nuls | 241          | 3,67         | 215         | 3,15        |
| Exprimés       | Exprimés                 | Exprimés       | 6 332        | 96,33        | 6 606       | 96,85       |

### Canton de Noailles
| Candidats      | Candidats             | Étiquette      | Premier tour | Premier tour | Second tour | Second tour |
| Candidats      | Candidats             | Étiquette      | Voix         | %            | Voix        | %           |
| -------------- | --------------------- | -------------- | ------------ | ------------ | ----------- | ----------- |
|                | Jean-François Mancel* | UMP            | 3 638        | 41,06        | 4 367       | 45,81       |
|                | Béatrice Marre        | PS             | 2 301        | 25,97        | 3 496       | 36,67       |
|                | Annie Fouet           | FN             | 1 755        | 19,81        | 1 670       | 17,52       |
|                | Philippe Mallard      | EXG            | 666          | 7,52         |             |             |
|                | Rene Becart           | PCF            | 501          | 5,65         |             |             |
|                |                       |                |              |              |             |             |
| Inscrits       | Inscrits              | Inscrits       | 14 514       | 100,00       | 14 506      | 100,00      |
| Abstention     | Abstention            | Abstention     | 5 249        | 36,17        | 4 639       | 31,98       |
| Votants        | Votants               | Votants        | 9 265        | 63,83        | 9 867       | 68,02       |
| Blancs et nuls | Blancs et nuls        | Blancs et nuls | 404          | 4,36         | 334         | 3,39        |
| Exprimés       | Exprimés              | Exprimés       | 8 861        | 95,64        | 9 533       | 96,61       |

*sortant

### Canton de Noyon
| Candidats      | Candidats       | Étiquette      | Premier tour | Premier tour | Second tour | Second tour |
| Candidats      | Candidats       | Étiquette      | Voix         | %            | Voix        | %           |
| -------------- | --------------- | -------------- | ------------ | ------------ | ----------- | ----------- |
|                | Michel Guiniot  | FN             | 2 712        | 30,05        | 2 933       | 30,11       |
|                | Pierre Vaurs    | UDF            | 2 460        | 27,26        | 2 891       | 29,68       |
|                | Patrick Deguise | DVG            | 2 218        | 24,58        | 3 917       | 40,21       |
|                | Serge Liegaux   | PCF            | 1 183        | 13,11        |             |             |
|                | Pascal Alleaume | EXG            | 451          | 5,00         |             |             |
|                |                 |                |              |              |             |             |
| Inscrits       | Inscrits        | Inscrits       | 14 722       | 100,00       | 14 723      | 100,00      |
| Abstention     | Abstention      | Abstention     | 5 363        | 36,43        | 4 766       | 32,37       |
| Votants        | Votants         | Votants        | 9 359        | 63,57        | 9 957       | 67,63       |
| Blancs et nuls | Blancs et nuls  | Blancs et nuls | 335          | 3,58         | 216         | 2,17        |
| Exprimés       | Exprimés        | Exprimés       | 9 024        | 96,42        | 9 741       | 97,83       |

### Canton de Pont-Sainte-Maxence
| Candidats      | Candidats                | Étiquette      | Premier tour | Premier tour | Second tour | Second tour |
| Candidats      | Candidats                | Étiquette      | Voix         | %            | Voix        | %           |
| -------------- | ------------------------ | -------------- | ------------ | ------------ | ----------- | ----------- |
|                | Jean-Claude Hrmo*        | UMP            | 4 083        | 39,77        | 5 021       | 44,94       |
|                | Jean-Mathieu Corteggiani | PS             | 2 478        | 24,14        | 4 196       | 37,55       |
|                | Monique Chapelle         | FN             | 2 197        | 21,40        | 1 956       | 17,51       |
|                | Michel Roby              | PCF            | 545          | 5,31         |             |             |
|                | Lionel Bouton            | EXG            | 515          | 5,02         |             |             |
|                | Daniel Noel              | DVG            | 448          | 4,36         |             |             |
|                |                          |                |              |              |             |             |
| Inscrits       | Inscrits                 | Inscrits       | 17 482       | 100,00       | 17 482      | 100,00      |
| Abstention     | Abstention               | Abstention     | 6 811        | 38,96        | 6 027       | 34,48       |
| Votants        | Votants                  | Votants        | 10 671       | 61,04        | 11 455      | 65,52       |
| Blancs et nuls | Blancs et nuls           | Blancs et nuls | 405          | 3,80         | 282         | 2,46        |
| Exprimés       | Exprimés                 | Exprimés       | 10 266       | 96,20        | 11 173      | 97,54       |

*sortant

### Canton de Ribecourt-Dreslincourt
| Candidats      | Candidats               | Étiquette      | Premier tour | Premier tour |
| Candidats      | Candidats               | Étiquette      | Voix         | %            |
| -------------- | ----------------------- | -------------- | ------------ | ------------ |
|                | Patrice Carvalho*       | PCF            | 5 436        | 50,56        |
|                | Michel Ledot            | FN             | 1 956        | 18,19        |
|                | Claude Servais          | UMP            | 1 615        | 15,02        |
|                | Dominique Dere          | PS             | 969          | 9,01         |
|                | Béatrice Lion           | EXG            | 342          | 3,18         |
|                | Éric Le Penven          | DVD            | 275          | 2,56         |
|                | Fanette Gilbert-Taiclet | EXG            | 159          | 1,48         |
|                |                         |                |              |              |
| Inscrits       | Inscrits                | Inscrits       | 17 190       | 100,00       |
| Abstention     | Abstention              | Abstention     | 6 038        | 35,13        |
| Votants        | Votants                 | Votants        | 11 152       | 64,87        |
| Blancs et nuls | Blancs et nuls          | Blancs et nuls | 400          | 3,59         |
| Exprimés       | Exprimés                | Exprimés       | 10 752       | 96,41        |

*sortant

### Canton de Saint-Just-en-Chaussée
| Candidats      | Candidats           | Étiquette      | Premier tour | Premier tour | Second tour | Second tour |
| Candidats      | Candidats           | Étiquette      | Voix         | %            | Voix        | %           |
| -------------- | ------------------- | -------------- | ------------ | ------------ | ----------- | ----------- |
|                | Frans Desmedt       | UMP            | 3 006        | 36,83        | 3 659       | 42,54       |
|                | Jean-Pierre Braine* | DVG            | 2 332        | 28,57        | 3 618       | 42,06       |
|                | Bernard Burel       | FN             | 1 433        | 17,56        | 1 325       | 15,40       |
|                | Jean-Jacques Pik    | PCF            | 911          | 11,16        |             |             |
|                | Daniel Remond       | EXG            | 479          | 5,87         |             |             |
|                |                     |                |              |              |             |             |
| Inscrits       | Inscrits            | Inscrits       | 12 212       | 100,00       | 12 211      | 100,00      |
| Abstention     | Abstention          | Abstention     | 3 713        | 30,40        | 3 315       | 27,15       |
| Votants        | Votants             | Votants        | 8 499        | 69,60        | 8 896       | 72,85       |
| Blancs et nuls | Blancs et nuls      | Blancs et nuls | 338          | 3,98         | 294         | 3,30        |
| Exprimés       | Exprimés            | Exprimés       | 8 161        | 96,02        | 8 602       | 96,70       |

*sortant

### Canton de Senlis
| Candidats      | Candidats            | Étiquette      | Premier tour | Premier tour | Second tour | Second tour |
| Candidats      | Candidats            | Étiquette      | Voix         | %            | Voix        | %           |
| -------------- | -------------------- | -------------- | ------------ | ------------ | ----------- | ----------- |
|                | Christian Patria*    | UMP            | 5 267        | 42,37        | 7 895       | 60,71       |
|                | Monique Ferraro      | PS             | 2 872        | 23,10        | 5 110       | 39,29       |
|                | Pascale Troszczynski | FN             | 2 240        | 18,02        |             |             |
|                | Michel Debray        | SE             | 1 062        | 8,54         |             |             |
|                | Michel Valet         | EXG            | 511          | 4,11         |             |             |
|                | Bernard Delasala     | PCF            | 479          | 3,85         |             |             |
|                |                      |                |              |              |             |             |
| Inscrits       | Inscrits             | Inscrits       | 22 650       | 100,00       | 22 651      | 100,00      |
| Abstention     | Abstention           | Abstention     | 9 700        | 42,83        | 8 839       | 39,02       |
| Votants        | Votants              | Votants        | 12 950       | 57,17        | 13 812      | 60,98       |
| Blancs et nuls | Blancs et nuls       | Blancs et nuls | 519          | 4,01         | 807         | 5,84        |
| Exprimés       | Exprimés             | Exprimés       | 12 431       | 95,99        | 13 005      | 94,16       |

*sortant

### Canton de Songeons
| Candidats      | Candidats         | Étiquette      | Premier tour | Premier tour | Second tour | Second tour |
| Candidats      | Candidats         | Étiquette      | Voix         | %            | Voix        | %           |
| -------------- | ----------------- | -------------- | ------------ | ------------ | ----------- | ----------- |
|                | Béatrice Belliard | DVD            | 1 070        | 28,69        | 1 730       | 46,85       |
|                | Thierry Maugez    | PRG            | 933          | 25,01        | 1 963       | 53,15       |
|                | Andre Primout     | UMP            | 895          | 23,99        | Retrait     | Retrait     |
|                | Patrick Brocard   | FN             | 506          | 13,57        |             |             |
|                | Jacky Cochet      | DVD            | 184          | 4,93         |             |             |
|                | Romuald Luard     | EXG            | 142          | 3,81         |             |             |
|                |                   |                |              |              |             |             |
| Inscrits       | Inscrits          | Inscrits       | 5 244        | 100,00       | 5 247       | 100,00      |
| Abstention     | Abstention        | Abstention     | 1 343        | 25,61        | 1 301       | 24,80       |
| Votants        | Votants           | Votants        | 3 901        | 74,39        | 3 946       | 75,20       |
| Blancs et nuls | Blancs et nuls    | Blancs et nuls | 171          | 4,38         | 253         | 6,41        |
| Exprimés       | Exprimés          | Exprimés       | 3 730        | 95,62        | 3 693       | 93,59       |